# Juan Requesens
Juan Carlos Requesens Martínez (Caracas, 17 de marzo de 1989) es un exdiputado, politólogo y político venezolano. Fue uno de los líderes de la oposición estudiantil durante las protestas venezolanas de 2014. También fue presidente de la Federación de Centros Universitarios de la Universidad Central de Venezuela (FCU-UCV). Fue candidato a la Gobernación del estado Miranda para las Elecciones regionales de Venezuela de 2025 apoyado por los partidos Un Nuevo Tiempo y Unión y Cambio.
Encabezó marchas de oposición al gobierno de Nicolás Maduro, buscando «convertir la rebelión estudiantil en un movimiento social más amplio». Requesens fue arrestado en agosto de 2018, pero fue liberado temporalmente el 28 de agosto de 2020, para ser posteriormente condenado a ocho años de prisión por el «ataque de drones contra el presidente Nicolás Maduro».Anteriormente estuvo en tratamiento psiquiátrico y prisión domiciliaria.

## Biografía
Juan Requesens nació el 17 de marzo de 1989 en Caracas, Venezuela. Estudió en el colegio Los Riscos ubicado en el Municipio Baruta y se graduó en Bachiller en Ciencias. Luego comenzó a estudiar en la Universidad Central de Venezuela por un período de tiempo y se graduó con una licenciatura en Ciencias Políticas. El padre de Requesens es médico y su madre es profesora de Inglés. Es hermano de la activista y también expresidenta de la FCU-UCV Rafaela Requesens. Requesens está casado con Orianna Granati, y tienen dos hijos pequeños. Requesens dijo en 2014 que su ídolo político era el expresidente venezolano Rómulo Betancourt. Según The Washington Post, es un "socialdemócrata" que cree en la "igualdad de oportunidades" y en una "economía de mercado con objetivos sociales".

## Carrera política

### Política estudiantil
Requesens se involucró activamente en la vida pública cuando aún era estudiante por el equipo estudiantil Impulso 10 con los cuales en 2010 fue electo como presidente del centro de estudiantes de la escuela de estudios políticos y administrativos de  la Universidad Central de Venezuela y en 2011 fue elegido presidente de la Federación de Centros Universitarios de la Universidad Central de Venezuela (UCV), donde inició su andadura política, estudiando ciencias políticas. Requesens inició manifestaciones contra el gobierno venezolano en enero de 2013 cuando ayudó a organizar una protesta conjunta de estudiantes de la UCV y la Universidad Católica Andrés Bello.
Todavía era presidente en 2014 cuando se convirtió en líder de las protestas masivas de ese año y enfrentó amenazas luego de que otro líder estudiantil de la Universidad Nacional Experimental del Táchira fuera asesinado. En la UCV dirigió su propio microblog en Twitter y lo usó para debates políticos estudiantiles y The Washington Post señaló que era un orador público talentoso.

### Protestas venezolanas de 2014

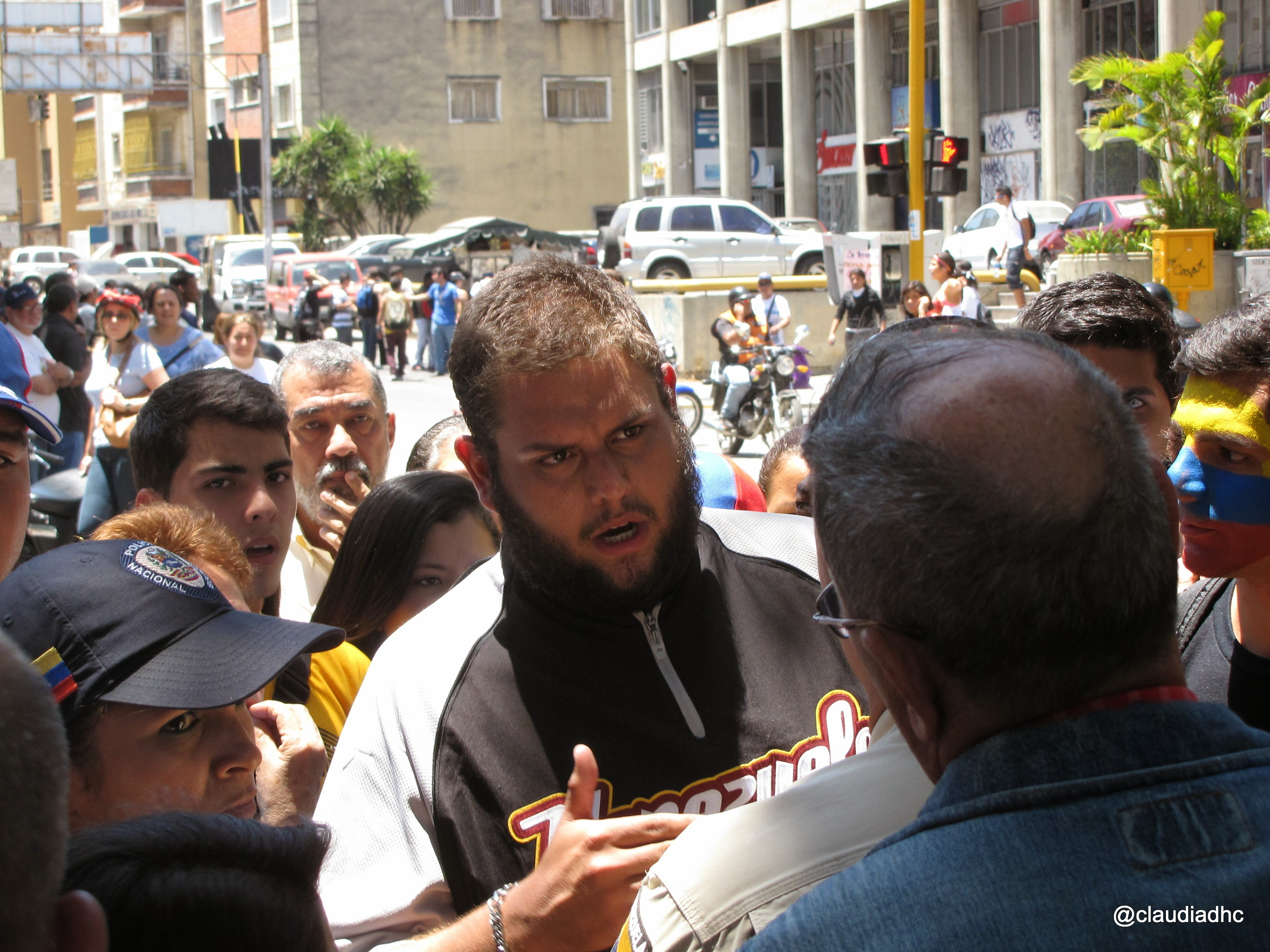
Requesens hablando con un policía durante una protesta en marzo de 2014.

Requesens utiliza con frecuencia la tecnología para organizar a las personas; los 12.000 seguidores en Twitter que tenía a principios de 2014 habían aumentado a 450.000 en marzo, y podía armar protestas contra el gobierno desde su celular. Ha dirigido marchas oponiéndose al gobierno de Nicolás Maduro. Las demandas principales de su movimiento es la liberación de los estudiantes que han sido detenidos.[cita requerida] Durante una de las protestas ocurridas en Venezuela contra Nicolás Maduro, al realizar una marcha hasta la defensoría del pueblo fue atacado por paramilitares afectos al Gobierno de Nicolás Maduro, resultando herido en el rostro.
Las principales demandas del movimiento de Requesens fueron la liberación de los manifestantes encarcelados y justicia para los manifestantes asesinados y presuntamente torturados. Después de ganar notoriedad a principios de 2014, el gobierno venezolano presionó a Requesens para que alentara a los manifestantes violentos a retirarse, particularmente en el estado Táchira, donde estalló la violencia. También se le pidió que asistiera a reuniones con el presidente Maduro, pero se negó debido a los abusos contra los derechos humanos; luego solicitó que si se iba a realizar una reunión con Maduro, se transmitiera en vivo por televisión. El Washington Post dijo que Requesens "insistió en que Maduro libere a los manifestantes encarcelados y cumpla con otras condiciones previas" antes de reunirse con él. Consideró entonces que pedir la destitución de Maduro como presidente era un "callejón sin salida" y dijo que la "estrategia de escalada de la confrontación solo le dará al gobierno la oportunidad de desacreditarnos y seguir con más represión".  Según The Washington Post , se parecía más a Henrique Capriles en "tono y estrategia", y más moderado que el "ala de línea dura" de la oposición de Leopoldo López o María Corina Machado.

## Diputado a la Asamblea Nacional
Poco tiempo después de su elección en 2015 a la Asamblea Nacional, su hermana Rafaela Requesens, y un amigo, Eladio Hernández, fueron secuestrados por desconocidos en el estado Táchira. Requesens resultó electo en las elecciones del 6 de diciembre de 2015 como diputado Asamblea Nacional de Venezuela para el periodo 2016-2020, por el partido Primero Justicia que forma parte de la Mesa de la Unidad Democrática.
Requesens fue destinado a la Comisión de Desarrollo e Integración Social de la Asamblea Nacional. En abril de 2016, en medio de huelgas docentes, Requesens y Miguel Pizarro se ofrecieron como voluntarios para trabajar en el proyecto de Ley de Educación, que no se había desarrollado en más de una década, para aumentar el salario mínimo de los docentes y convertir las normas en ley. Para 2016, Requesens pedía la renuncia de Maduro.
Requesens intentó postularse para gobernador de Táchira, estado por el que ya era diputado, en 2017. Sin embargo, la comisión electoral se negó a aceptar precandidatos a la papeleta, por lo que no se contabilizaron los votos a su favor, de lo que habló. en contra en la Asamblea al día siguiente de la votación. A principios de 2018, Requesens formó parte de la facción de la Asamblea que formó una coalición llamada Frente Amplio Venezuela Libre para pedir elecciones libres en el país y que Maduro se fuera, diciendo que la oposición y el país tienen que avanzar civilmente.

### Ataques de violencia en su contra
Requesens y Juan Pablo Guanipa fueron detenidos brevemente el 30 de noviembre de 2017 cuando intentaban cruzar la frontera con Colombia. En mayo de 2018, Requesens fue uno de los políticos que intervino cuando el personal de prensa fue atacado por guardias fuera de los edificios parlamentarios, peleando con los soldados; El mismo día, Requesens y Carlos Paparoni fueron agredidos y retenidos cuando intentaban salir en defensa de los periodistas frente al Tribunal Supremo de Justicia. Se reincorporó a las protestas callejeras al día siguiente, rechazando las elecciones previstas más adelante en la semana.

## Protestas venezolanas de 2017

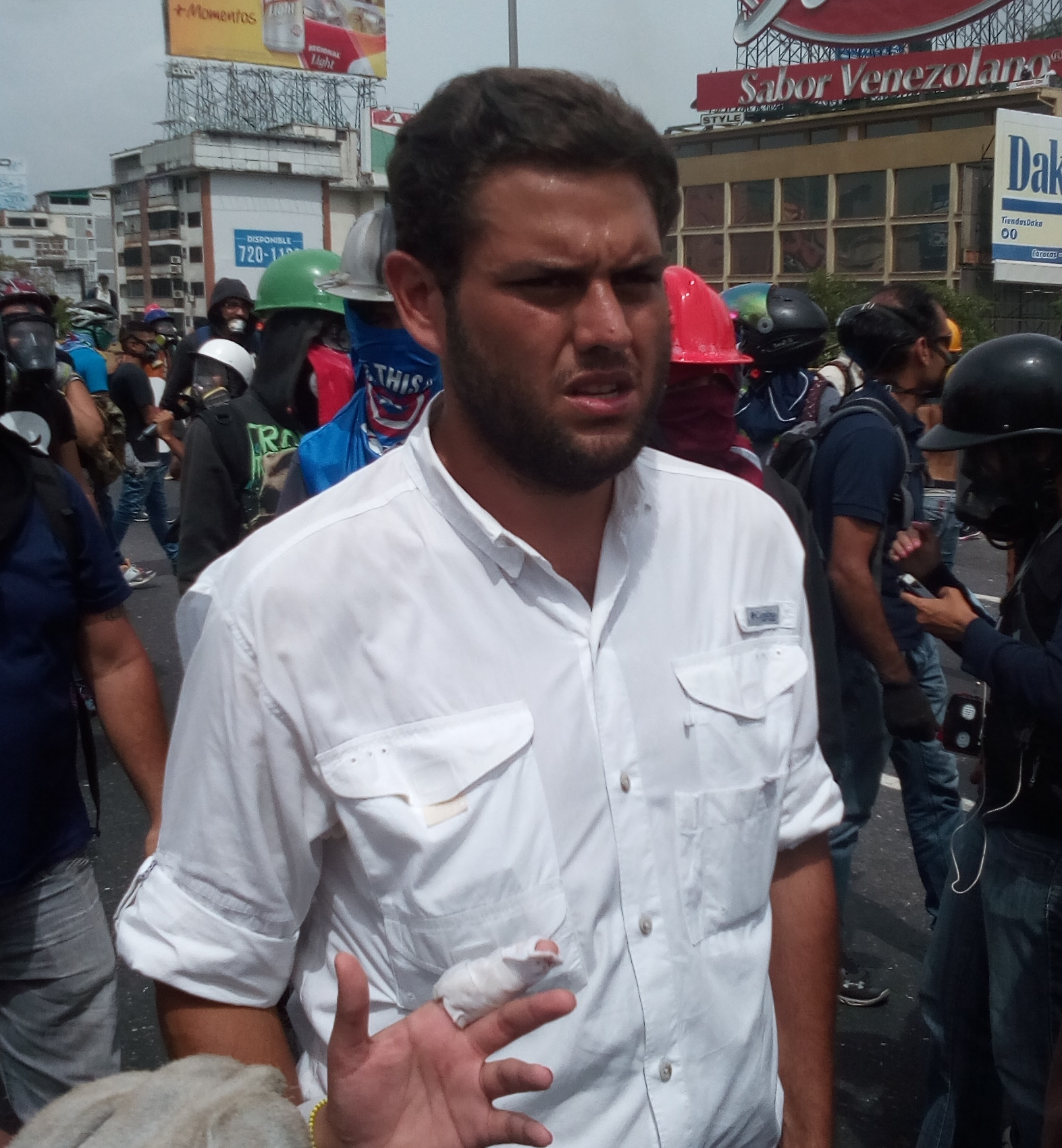
Requesens durante las protestas en Venezuela de 2017.

Requesens volvió a la calle en 2017, ahora como diputado electo. En abril de 2017, Requesens marchaba con otros jóvenes manifestantes hacia la Defensoría del Pueblo cuando fue atacado junto con otro diputado. Fue golpeado en la cabeza y recibió cortes profundos en la cara. Según José Manuel Olivares, Requesens tuvo que someterse a una cirugía para reparar los huesos rotos, incluida la nariz y la mandíbula, y coser la frente. La marcha había estado pidiendo las renuncias de los jueces del TSJ.
En junio de 2017, Requesens fue nuevamente atacado, esta vez por miembros de la Guardia Nacional Bolivariana —aunque se refirió a ellos como "colectivos" en una entrevista en Unión Radio — quienes luego lo arrojaron a una alcantarilla, así como a robarle a él y a los demás. El gobierno colombiano emitió un comunicado denunciando el uso excesivo de la violencia, especialmente contra los políticos, y trató de recordar a los militares venezolanos que su Constitución les obliga a prevenir la violencia innecesaria hacia los manifestantes.

## Detención
El 7 de agosto de 2018, Juan Requesens pronunció un discurso en la Asamblea Nacional de Venezuela en el que culpó a Maduro de causar disturbios en la nación. En este discurso, usó el dicho: "Me niego a rendirme":
“Me niego a rendirme, me niego a arrodillarme frente a los que quieren quebrantarnos la moral. Hoy puedo hablar desde aquí, mañana no sé. Lo que quiero reafirmar es que vamos a seguir haciendo todo lo que podamos. puede para sacar a Nicolás Maduro del poder”.

-Juan Requesens
Ese mismo día se le acusó junto al también diputado y expresidente del Parlamento Julio Borges de estar presuntamente involucrado el atentado contra Nicolás Maduro en un presunto complot para asesinar al presidente venezolano. Debido a eso fue secuestrado a las afueras de su casa por funcionarios del SEBIN junto a su hermana Rafaela Requesens; Diosdado Cabello anunció que se trataría el retiro del fuero parlamentario «a diputados implicados en el magnicidio.» El día 8 de ese mes la Fiscalía General pidió al Tribunal Supremo de Justicia emitir sentencia para dar pie a la remoción de la inmunidad parlamentaria de Requesens, la cual fue efectuada y remitida a la Asamblea Nacional Constituyente quien lo aprobó. Las circunstancias de su arresto y detención son controvertidas, y las irregularidades rodean los procedimientos judiciales.
El 10 de agosto el ministro de Información Jorge Rodríguez Gómez en cadena nacional mostró un video del diputado a la Asamblea Nacional Juan Requesens en el que aseguraba que había colaborado con el ingreso de los autores del supuesto atentado. “Desde hace varias semanas fui contactado por Julio Borges, quien me pidió el favor de pasar a una persona de Venezuela a Colombia. Se trata de Juan Monasterios, me contacté con él a través de la mensajería. Yo estaba en San Cristóbal”, explica al principio del video. Agregó que le escribió al funcionario de Migración Colombia, Mauricio Jiménez, para que lo ayudara a pasar a Monasterios. Sin embargo, en su declaración no da detalles con respecto a un ataque al presidente de la República. “Le escribí a Mauricio Jiménez, supervisor de migración, y le hice la solicitud y el inmediatamente se puso en contacto con Juan Monasterios para hacer el pase de San Antonio a Cúcuta”, dijo.
La oposición denunció que Requesens fue drogado y torturado para obtener las declaraciones, el cual alega no recordar nada de lo emitido en Cadena Nacional. Una fuente del partido Primero Justicia aseguró que el parlamentario fue drogado para obligarlo a declarar y cuando los funcionarios se dieron cuenta de que Requesens aún estaba consciente, continuaron drogándolo hasta que el diputado no pudo controlar sus esfínteres. La fuente señaló que a Requesens lo amenazaron con asesinar a sus padres y con violar a su hermana. En el video se observa al diputado en ropa interior manchada con excrementos mientras que un hombre le pide que se de la vuelta. Ese mismo día fue trasladado por funcionarios del Servicio Bolivariano de Inteligencia desde El Helicoide hasta el Palacio de Justicia, sin embargo su audiencia fue diferida para el 13 de agosto.
La detención de Requesens ha sido condenada por la Asamblea Nacional -así como por diplomáticos, políticos, organizaciones internacionales y se han realizado grandes protestas en Venezuela exigiendo su liberación. Sus familiares y compañeros políticos han declarado que creen que fue arrestado por criticar a Maduro. La Asamblea Nacional condenó la detención de Requesens como una desaparición forzada. El hashtag de Twitter "#YoMeNiegoARendirme" - español para "Me niego a rendirme" - se convirtió en un eslogan popular para su caso, y un credo para la oposición.

### Arresto domiciliario y liberación
Autoridades del régimen de Nicolás Maduro, otorgaron la medida de casa por cárcel al dirigente de Primero Justicia luego de permanecer 751 días detenido. Al llegar a su casa, fue recibido por familiares y amigos. En sus primera declaraciones dijo: "Seguimos pa' lante".
El 4 de agosto de 2022, un tribunal condenó a Requesens a 8 años de prisión, y a otras 16 personas a penas de entre cinco y 30 años de cárcel por su supuesta participación en el atentado de Caracas de 2018, justo en esa misma fecha.
Fue liberado el 19 de octubre de 2023 conjuntamente con Roland Carreño y otros 3 presos políticos tras los Acuerdos de Barbados firmados con la oposición, acompañadas por representantes diplomáticos de Noruega, Rusia, Países Bajos, Colombia, México y Estados Unidos, incluido Barbados.

### Expulsión de Primero Justicia
En abril de 2025, Requesens presentó su candidatura a la gobernación del estado Miranda para las elecciones regionales del mes siguiente, bajo las siglas del partido Un Nuevo Tiempo y deslindándose así de la línea abstencionista seguida por el resto de los partidos de la Plataforma Unitaria, incluido el suyo, Primero Justicia. Horas después, el partido haría oficial su expulsión.

## Otras fuentes
- Diario Las Américas: Así habló el-diputado Juan Requesens horas antes su arbitraria detención. Miami, 8 de agosto de 2018
- Diario Las Américas: Denuncian tratos crueles a diputado Juan Requesens por parte del régimen de Maduro. Miami, 10 de agosto de 2018
- En Breves. Régimen otorga casa por cárcel al diputado Juan Requesens tras 751 días detenido.
- JUAN REQUESENS HABLA EN LIBERTAD (20-01-2024)